# São José da Vitória
São José da Vitória är en kommun i Brasilien.   Den ligger i delstaten Bahia, i den östra delen av landet, 900 km öster om huvudstaden Brasília. Antalet invånare är 5 715.
I omgivningarna runt São José da Vitória växer i huvudsak städsegrön lövskog. Runt São José da Vitória är det glesbefolkat, med 12 invånare per kvadratkilometer.